# 하스카와 소다이
하스카와 소다이(일본어: 蓮川 壮大, 1998년 6월 27일 ~ )는 일본의 축구 선수이다.

## 구단 경력
그는 2016년부터 J리그의 FC 도쿄, 이와테 그루자 모리오카, 방포레 고후에서 뛰었다.